# 戴伟钦
戴偉欽（英語：Aaron Tai Wei Qin，2006年10月17日—），馬來西亞男子羽毛球運動員。

## 生涯
戴偉欽出生於馬六甲並在家中排行第三，他在10歲時因在本土賽事中表現亮眼而受到馬六甲羽毛球協會關注。2018年，12歲的戴偉欽加入到武吉加里爾體育學校受訓，並且在12歲以下的賽事中表現出色。
2023年2月，戴偉欽分別與江凱興及曾雯詩出戰意大利青年羽毛球錦標賽的男雙和混雙項目，他在這兩項項目中雙雙闖進決賽。他先是在混雙項目中0比2不敵泰國組合；之後在男雙項目以直落兩局奪下冠軍。9月，戴偉欽與江凱興在馬來西亞青年羽毛球國際挑戰賽再度奪得男雙冠軍。緊接著，戴偉欽跟隨國家隊出戰在美國華盛頓州斯波坎舉辦的世界青年錦標賽，並在混合團體中收穫季軍。之後在個人項目上與何萊恩征戰男雙項目，他們在準決賽上對陣中華台北的賴柏佑/蔡富丞，最後以1比2不敵對手，奪得季軍。
2024年，戴偉欽開始在成年賽上有所表現，他先是在2月舉辦的斯里蘭卡國際挑戰賽上闖進準決賽。之後在3月的泰國國際挑戰賽闖進決賽，並以2比0戰勝東道主的二號種子組合Peeratchai Sukphun/Pakkapon Teeraratsakul，首奪成年國際賽冠軍。

## 主要比賽成績
只列出曾進入準決賽的國際賽事成績：
| 年份   | 賽事                     | 公開賽級別 | 項目     | 拍檔   | 成績   |
| ------ | ------------------------ | ---------- | -------- | ------ | ------ |
| 2023年 | 世界青年羽毛球錦標賽     | 其他       | 混合團體 | －     | 季軍   |
| 2023年 | 世界青年羽毛球錦標賽     | 其他       | 男子雙打 | 何萊恩 | 季軍   |
| 2024年 | 斯里蘭卡羽毛球國際挑戰賽 | 國際挑戰賽 | 男子雙打 | 江凱興 | 準決賽 |
| 2024年 | 泰國羽毛球國際挑戰賽     | 國際挑戰賽 | 男子雙打 | 江凱興 | 冠軍   |
| 2024年 | 奧地利羽毛球公開賽       | 國際系列賽 | 男子雙打 | 江凱興 | 準決賽 |
| 2024年 | 亞洲青年羽毛球錦標賽     | 其他       | 混合團體 | －     | 季軍   |
| 2024年 | 亞洲青年羽毛球錦標賽     | 其他       | 男子雙打 | 江凱興 | 亞軍   |
| 2024年 | 世界青年羽毛球錦標賽     | 其他       | 混合團體 | －     | 季軍   |
| 2024年 | 世界青年羽毛球錦標賽     | 其他       | 男子雙打 | 江凱興 | 冠軍   |

| 2018-2026年 | 總決賽 | 超級1000賽 | 超級750賽 | 超級500賽 | 超級300賽 | 超級100賽 | 國際挑戰賽 | 國際系列賽 | 未來系列賽 | 其他 |